# Charles Doignon
Charles Denis Joseph Doignon (Doornik, 2 april 1790 - 10 juni 1864) was een Belgisch volksvertegenwoordiger.

## Levensloop
Doignon was een zoon van Denis Doignon en Florence Prissette.
Hij promoveerde tot licentiaat in de rechten (1810) aan de École de Droit in Brussel en vestigde zich als advocaat in Doornik.
De onrust in de laatste maanden van het Verenigd Koninkrijk der Nederlanden en de Belgische Revolutie brachten wijziging in zijn leven. In de periode 1829-1830 was hij achtereenvolgens medewerker en hoofdredacteur van het anti-regeringsblad Le Courier de l'Escaut in Doornik. Hij nam ook deel aan de petitiebeweging tegen Willem I. Hij nam actief deel aan de revolutiedagen in Doornik. In 1831 werd hij door het nieuwe bestuur benoemd tot arrondissementscommissaris voor het arrondissement Doornik en bleef dit tot in 1833.
Op 23 mei 1833 werd hij als arrondissementscommissaris afgezet omdat hij geweigerd had de zittende liberale volksvertegenwoordigers voor Doornik (Le Hon en Goblet d'Alviella) in hun verkiezingscampagne te ondersteunen en zichzelf in hun plaats op 23 mei 1833 te laten verkiezen tot katholiek volksvertegenwoordiger voor dat arrondissement. Hij oefende dit mandaat uit tot in 1842. Van 1842 tot 1847 was hij commissaris-generaal van de Munt in Brussel.
Plaatselijk bleef hij een actief militant voor de katholieke partij, als lid van het kiescomité. In 1838 werd hij lid van de vereniging L'Espoir die tot doel had de katholieken in één partij te verenigen. Hij was ook secretaris van de Commissie van Burgerlijke Godshuizen van Doornik.
In 1848 trad Doignon, die vrijgezel was gebleven, binnen in het seminarie van het bisdom Doornik. Hij werd in 1851 tot priester gewijd en werd in 1862 erekanunnik van de Onze-Lieve-Vrouwekathedraal (Doornik).